# Umimayanthus
Umimayanthus is een geslacht van neteldieren uit de klasse van de Anthozoa (bloemdieren).

## Soorten
- Umimayanthus chanpuru Montenegro, Sinniger & Reimer, 2015
- Umimayanthus miyabi Montenegro, Sinniger & Reimer, 2015
- Umimayanthus nakama Montenegro, Sinniger & Reimer, 2015
- Umimayanthus parasiticus (Duchassaing de Fonbressin & Michelotti, 1860)